# Точно вивірений Всесвіт
Точно вивірений Всесвіт (англ. fine-tuned Universe)  або точно налаштований Всесвіт — припущення у теоретичній фізиці, космології та філософії про чутливу залежність умов, які допускають появу різноманітних астрофізичних, хімічних та біологічних структур, від фундаментальних характеристик Всесвіту, до складу яких відносять форму законів фізики, конкретні значення фізичних констант та космологічних параметрів.
Такий погляд тісно пов'язаний з антропним принципом — філософським міркуванням про те, що спостереження Всесвіту, який містить сприятливі умови для виникнення розумного життя, мусить, певним чином, бути сумісним з існуванням спостерігачів.

## Опис концепції
До складу мінімального списку цих фундаментальних світових констант зазвичай включають швидкість світла (c), гравітаційну сталу (G), сталу Планка (h), маси електрона і протона {\displaystyle m_{e},m_{p}} і заряд електрона (e).
Помічено, що зміна значення констант в межах порядку або виключення одного з внутрішніх квантових чисел веде до неможливості існування атомів, зірок і галактик. У зв'язку з цим виникають дві проблеми:
- Чи всі константи незалежні одна від одної? Якщо ні — їх число можна зменшити;
- Чи випадкові спостережувані нами значення фундаментальних констант, або існують якісь невідомі нам закони, які роблять одні значення більш ймовірними, ніж інші?

Концепцію тонкого налаштування Всесвіту почали обговорювати вчені, філософи та теологи в першій половині 1970-х років, хоча її окремі аспекти порушувалися й раніше. Причина тонкого налаштування неоднозначна. Ряд учених (Пол Девіс, Г'ю Росс, Річард Свінберн) вважає, що в основі існуючих закономірностей лежить розумний задум, інші (Мартін Ріс, Ігор Новиков) вважають тонке налаштування випадковим у гіпотетичному мультивсесвіті. Існують інші припущення. Філософ Робін Коллінз, що займається питаннями взаємодії релігії та науки, запропонував такі три аспекти тонкого налаштування Всесвіту: налаштування законів природи, налаштування констант та налаштування початкових умов Усесвіту.

## Критика
На думку американського фізика-атеїста Віктора Стенджера, точність налаштування нашого Всесвіту дуже перебільшена: хоч окремо змінювати фундаментальні константи досить небезпечно, при їхній спільній зміні можуть виходити цілком придатні для життя світи. Вважаючи, що властивості матерії в масштабах від атомів до зірок у першому наближенні визначаються всього чотирма константами (сильною взаємодією, електромагнітною взаємодією, масою протона і масою електрона), Стенджер у 2000 р. написав і розмістив в інтернеті програму «Мавпячий бог». Програма, що дозволяє вручну або випадково задавати чотири константи і дізнаватися отримані параметри, показала, що область антропних параметрів не така мала, як вважається.
Американський філософ Джон Ірмен відзначає: «Перерахування різних шляхів, якими всесвіт тонко налаштований на життя, розпадається на дві частини. До першої належить, наприклад, те, що мала зміна сильної ядерної взаємодії означала б відсутність складних хімічних елементів, необхідних для життя… До другої — наприклад, те, що зміна густини енергії… на настільки малу величину, як 10 −5 від критичної (відповідної плоскому всесвіту) означало б або те, що він був би замкнутим і знову колапсував мільйони років тому, або що він був би відкритим з дуже малою — дотепер — густиною енергії. З приводу цієї другої категорії нам нема чого хвилюватися… Вона, скоріше, вказує на можливий дефект стандартного сценарію „гарячого Великого Вибуху“, що полягає у недостатній стійкості пояснення, — дефект, який новий сценарій розширення всесвіту обіцяє подолати, показавши, яким чином експоненціальне розширення всесвіту на ранній стадії може перетворити досить довільні початкові умови в сучасний стан… Чи не очевидно також, що подив є відповідною реакцією на першу категорію. Відповідною протиотрутою могла б бути м'яка форма сатири. Уявіть, якщо хочете, здивування земляного хробака, який виявив, що якщо б стала теплопровідності бруду відрізнялася б від реальної на невелику частку, він не зміг би вижити».